# Премія «Давид ді Донателло» за найкращий європейський фільм
Премія «Давид ді Донателло» за найкращий європейський фильм (італ. David di Donatello per il miglior film dell'Unione europea) — один з призів національної італійської кінопремії Давид ді Донателло. Вручається щорічно, починаючи з 2004 року.

## Список лауреатів і номінантів
Лауреатів виділено окремим кольором.

### 2000-і
| Рік  | Українська назва               | Оригінальна назва             | Режисер                         |
| ---- | ------------------------------ | ----------------------------- | ------------------------------- |
| 2004 | «Догвіль»                      | Dogville                      | Ларс фон Трієр                  |
| 2004 | «Дівчина з перлинною сережкою» | Girl with a Pearl Earring     | Пітер Веббер                    |
| 2004 | «Розенштрассе»                 | Rosenstraße                   | Маргарете фон Тротта            |
| 2004 | «Гуд бай, Ленін!»              | Good bye, Lenin!              | Вольфганг Беккер                |
| 2004 | «Понеділки на сонці»           | Los lunes al sol              | Леон де Араноа                  |
| 2005 | «Море всередині»               | Mar adentro                   | Алехандро Аменабар              |
| 2005 | «Хористи»                      | Les Choristes                 | Кристоф Барратьє                |
| 2005 | «Головою об стіну»             | Gegen die Wand                | Фатіх Акін                      |
| 2005 | «Венеційський купець»          | The Merchant of Venice        | Майкл Редфорд                   |
| 2005 | «Віра Дрейк»                   | Vera Drake                    | Майк Лі                         |
| 2006 | «Матч-пойнт»                   | Match point                   | Вуді Аллен                      |
| 2006 | «Приховане»                    | Caché                         | Міхаель Ганеке                  |
| 2006 | «Дитина»                       | L'Enfant                      | Брати Дарденн                   |
| 2006 | «Марш пінгвінів»               | La marche de l'empereur       | Люк Жаке                        |
| 2006 | «Місіс Хендерсон представляє»  | Mrs Henderson Presents        | Стівен Фрірз                    |
| 2007 | «Життя інших»                  | Das Leben der Anderen         | Флоріан Генкель фон Доннерсмарк |
| 2007 | «Мій найкращий друг»           | Mon meilleur ami              | Патріс Леконт                   |
| 2007 | «Скандальний щоденник»         | Notes on a Scandal            | Річард Айр                      |
| 2007 | «Повернення»                   | Volver                        | Педро Альмодовар                |
| 2008 | «Ірина Палм зробить це краще»  | Irina Palm                    | Сем Гарбарський                 |
| 2008 | «4 місяці, 3 тижні і 2 дні»    | 4 luni, 3 săptămâni şi 2 zile | Крістіан Мунджіу                |
| 2008 | «Кус-кус і барабулька»         | La Graine et le mulet         | Абделатіф Кешиш                 |
| 2008 | «Елізабет: Золота доба»        | Elizabeth: The Golden Age     | Шекхар Капур                    |
| 2008 | «Скафандр і метелик»           | Le scaphandre et le papillon  | Джуліан Шнабель                 |
| 2009 | «Мільйонер із нетрів»          | Slumdog Millionaire           | Денні Бойл                      |
| 2009 | «Клас»                         | Entre les murs                | Лоран Канте                     |
| 2009 | «Лимонне дерево»               | Etz Limon                     | Еран Рікліс                     |
| 2009 | «Читець»                       | The Reader                    | Стівен Долдрі                   |
| 2009 | «Вальс з Баширом»              | ואלס עם באשיר                 | Арі Фольман                     |

### 2010-ті
| Рік  | Українська назва             | Оригінальна назва                 | Режисер                      |
| ---- | ---------------------------- | --------------------------------- | ---------------------------- |
| 2010 | «Концерт»                    | Le concert                        | Раду Міхайляну               |
| 2010 | «Біла стрічка»               | Das weiße Band                    | Міхаель Ганеке               |
| 2010 | «Пророк»                     | Un prophète                       | Жак Одіар                    |
| 2010 | «Душевна кухня»              | Soul Kitchen                      | Фатіх Акін                   |
| 2010 | «Ласкаво просимо»            | Welcome                           | Філіпп Льоре                 |
| 2011 | «Промова короля»             | The King's Speech                 | Том Хупер                    |
| 2011 | «Ще один рік»                | Another Year                      | Майк Лі                      |
| 2011 | «Таємниця в його очах»       | El secreto de sus ojos            | Хуан Хосе Кампанелья         |
| 2011 | «Помста»                     | Hævnen                            | Сюзанна Бір                  |
| 2011 | «Про людей і богів»          | Des hommes et des dieux           | Ксав'є Бовуа                 |
| 2012 | «1+1»                        | Intouchables                      | Олів'є Накаш і Ерік Толедано |
| 2012 | «Різанина»                   | Carnage                           | Роман Полянський             |
| 2012 | «Меланхолія»                 | Melancholia                       | Ларс фон Трієр               |
| 2012 | «Гавр»                       | Le Havre                          | Акі Каурісмякі               |
| 2012 | «Артист»                     | The Artist                        | Мішель Азанавічус            |
| 2013 | «Кохання»                    | Amour                             | Міхаель Ганеке               |
| 2013 | «007: Координати «Скайфолл»» | Skyfall                           | Сем Мендес                   |
| 2013 | «Анна Кареніна»              | Anna Karenina                     | Джо Райт                     |
| 2013 | «Квартет»                    | Quartet                           | Дастін Гоффман               |
| 2013 | «Іржа та кістка»             | De rouille et d'os                | Жак Одіар                    |
| 2014 | «Філомена»                   | Philomena                         | Стивен Фрірз                 |
| 2014 | «Іда»                        | Ida                               | Павел Павліковський          |
| 2014 | «Життя Адель»                | La vie d'Adèle - Chapitres 1 et 2 | Абделатіф Кешиш              |
| 2014 | «Натюрморт»                  | Still Life                        | Уберто Пазоліні              |
| 2014 | «Венера в хутрі»             | La Vénus à la fourrure            | Роман Полянський             |
| 2015 | «Теорія всього»              | The Theory of Everything          | Джеймс Марш                  |
| 2015 | «Розімкнене коло»            | The Broken Circle Breakdown       | Фелікс ван Гронінген         |
| 2015 | «Лок»                        | Locke                             | Стівен Найт                  |
| 2015 | «Гордість»                   | Pride                             | Метью Варкус                 |
| 2015 | «Дикі історії»               | Relatos salvajes                  | Даміан Шіфрон                |
| 2016 | «Син Саула»                  | Saul fia                          | Ласло Немеш                  |
| 2016 | «45 років»                   | 45 Years                          | Ендрю Гей                    |
| 2016 | «Надновий заповіт»           | Le Tout Nouveau Testament         | Жако ван Дормаль             |
| 2016 | «Ідеальний день»             | A Perfect Day                     | Фернандо Леон Де Араноа      |
| 2016 | «Дівчина з Данії»            | The Danish Girl                   | Том Гупер                    |
| 2017 | «Я, Деніел Блейк»            | I, Daniel Blake                   | Кен Лоуч                     |
| 2017 | Флоренс Фостер Дженкінс      | Florence Foster Jenkins           | Стівен Фрірз                 |
| 2017 | Джульєтта                    | Julieta                           | Педро Альмодовар             |
| 2017 | Сінг-стріт                   | Sing Street                       | Джон Карні                   |
| 2017 | Трумен                       | Truman                            | Сеск Гай                     |
| 2018 | «Квадрат»                    | The Square                        | Рубен Естлунд                |
| 2018 | 120 ударів на хвилину        | 120 battements par minute         | Робен Кампійо                |
| 2018 | Борг проти Макінроя          | Borg McEnroe                      | Янус Мец Педерсен            |
| 2018 | Вона                         | Elle                              | Пол Верговен                 |
| 2018 | З любов'ю, Вінсент           | Loving Vincent                    | Дорота Кобєля, Г'ю Велчман   |